# Peperomia guapilesiana
Peperomia guapilesiana är en pepparväxtart som beskrevs av William Trelease. Peperomia guapilesiana ingår i släktet peperomior, och familjen pepparväxter. Inga underarter finns listade i Catalogue of Life.